# Ana Ribeiro
Ana Rosa Lopes Pereira Ribeiro (Braga, 1981) é uma cientista portuguesa, premiada com os Prémios Pulido Valente Ciência 2012 e Daniel Jouvenance.
Ana Ribeiro formou-se em Engenharia dos Materiais pela Universidade do Minho, seguindo depois a linha de investigação de Mário Barbosa, vindo a candidatar-se a uma bolsa de doutoramento da Fundação para a Ciência e a Tecnologia.
Em 2012, Ana Ribeiro foi premiada com o Prémio Pulido Valente Ciência pelo projeto «New insights into mutable collagenous tissue: Correlation between the microstructure and mechanical state of a Sea-Urchin ligament», desenvolvido pelo Instituto de Engenharia Biomédica da Universidade do Porto (INEB) e coordenado por Mário Barbosa.
No início de 2013, Ana Ribeiro ganhou o prémio Daniel Jouvance, para jovens investigadores, no valor de quatro mil euros, atribuído pelo Institut de France Foundation, pelo seu contributo da cientista nas áreas da química, biotecnologia marinha e oceanografia.